# Bankrupt
Pour les articles homonymes, voir Bankrupt!.
Bankrupt est un groupe de punk rock hongrois, originaire de Budapest. Ils sont plus connus hors des frontières hongroises, notamment aux États-Unis, au Canada et au Royaume-Uni, où ils sont accueillis par la presse spécialisée,,,. Depuis sa formation en 1996, le groupe compte trois albums et trois CD-EP.
Le groupe joue un punk rock mélodique incorporant des éléments de pop punk, surf rock, britpop, hardcore mélodique et punkabilly. Ils ont joué plus de 350 concerts dans 9 pays. La formation actuelle comprend le bassiste, chanteur et parolier Rocco, le guitariste et chanteur William, et le batteur Shorty.

## Biographie
Le groupe est formé par Rocco et William en mars 1996 à Budapest. La formation originale comprend l'expatrié canadien Michael K, et le batteur Black Peter.
Après le départ de Michael K en 1999, le chant est partagé par Rocco et William. Shorty se joint au groupe en novembre 2000 après une succession de batteurs.
Le groupe se popularise après l'arrivée de Shorty. Avec la sortie d'un premier album studio, Listen, ils jouent plus fréquemment en concerts en Hongrie, et près de pays comme l'Autriche, la République tchèque, l'Allemagne, la Croatie, la Slovénie, l'Italie, la Serbie, et la Slovaquie. Ils jouent notamment en octobre 2004 à Budapest, et avec le groupe de punk rock anglais Toy Dolls. Leur deuxième album studio, Bad Hair Day, est publié en décembre 2004, et est suivi par Shorter than Danny DeVito en août 2006.
En mai 2008, le groupe sorti un CD en cinq volumes intitulé Rocket to Riot City, qui est favorablement accueilli par la presse hongroise,,,,, européenne,,,,, et internationale,,,. En 2009, ils publient l'album Razor Wires and Neon Lights,,. 
En octobre 2011 sort l'album Rewound. Le morceau-titre est joué en rotation sur la chaine musicale hongroise MR2 Petőfi, et le clip de la version hongroise de Retro est joué sur MTV Hongrie,.

## Membres

### Membres actuels
- Rocco - basse, chant
- William - guitare, chant
- Shorty - batterie

### Anciens membres
- Michael K - chant
- Crow - batterie
- Tibor - batterie
- Black Peter - batterie

## Discographie
- 2000 : Listen
- 2004 : Bad Hair Day
- 2006 : Shorter Than Danny DeVito
- 2008 : Rocket to Riot City
- 2009 : Razor Wires and Neon Lights
- 2011 : Rewound
- 2013 : Goodbye Blue Monday
- 2016 : Outsiders
- 2016 : Kívülállók